# 바이너리 블롭
바이너리 블롭(Binary blob) 또는 블롭(Blob)은 자유-오픈 소스 소프트웨어의 맥락에서 바이너리 실행 파일로만 제공되는 사유 소프트웨어를 가리킨다. 이 용어는 일반적으로 오픈 소스 운영 체제의 커널에 로드된 장치 드라이버 모듈을 의미하며 때로는 시스템 펌웨어 이미지, 마이크로코드 업데이트 또는 사용자 영역 프로그램과 같이 커널 외부에서 실행되는 코드에도 적용된다. 블롭이라는 용어는 단일 엔터티로 저장된 이진 데이터 모음을 설명하기 위해 데이터베이스 관리 시스템에서 처음 사용되었다.
컴퓨터 하드웨어 공급업체가 자사 제품에 대한 완전한 기술 문서를 제공하면 운영 체제 개발자는 운영 체제 커널에 포함될 하드웨어 장치 드라이버를 작성할 수 있다. 그러나 엔비디아와 같은 일부 공급업체는 일부 제품에 대한 전체 설명서를 제공하지 않고 대신 바이너리 전용 드라이버를 제공한다. 이 방법은 가속 그래픽 드라이버, 무선 네트워킹 장치 및 하드웨어 RAID 컨트롤러에 가장 일반적이다. 가장 주목할 만한 점은 비공개 소스 드라이버가 비무선 네트워크 인터페이스 컨트롤러에 대해 매우 드물다는 점이다. 이는 거의 항상 기본 유틸리티(예: ifconfig)를 통해 구성할 수 있다. OpenBSD의 테오 드 라트(Theo de Raadt)는 이것이 단일 FreeBSD 개발자의 작업 덕분이라고 생각한다.

## 같이 보기
- 캐릭터 라지 오브젝트
- 펌웨어
- 적재 가능 커널 모듈
- 사유 소프트웨어